# Like Dreamers Do
Like Dreamers Do is een lied geschreven door Paul McCartney in 1957. Hoewel hijzelf niet zo’n hoge pet op had van het nummer, speelden The Beatles het bij hun onsuccesvolle auditie bij Decca Records in 1962.
In 1964 mochten The Applejacks het nummer opnemen als hun tweede single. Dit was de eerste keer dat het nummer werd uitgebracht. Het bracht het tot de twintigste plaats in de UK Singles Chart.
De versie van The Beatles zelf verscheen in 1995 op het verzamelalbum Anthology 1. Net als bij de andere liedjes van de Decca-auditie was de drumpartij van Pete Best, en nog niet van Ringo Starr.
Coverversies van het nummer staan op Lennon & McCartney Secret Songs van Bas Muys (1989) en op It’s Four You van de Australische tributeband The Beatnix (1998).
In 1971 kwam een album The Songs Lennon and McCartney Gave Away uit met liedjes die John Lennon en Paul McCartney hadden geschreven, maar The Beatles niet zelf op de plaat hadden gezet. Daarop staat Like Dreamers Do van The Applejacks, naast nummers van onder andere Billy J. Kramer with The Dakotas, Peter & Gordon, Cilla Black en The Fourmost.